# 马特劳包洛
马特劳包洛（匈牙利語：Mátraballa）是匈牙利赫维什州所辖的一个村。总面积26.36平方公里，总人口752，人口密度28.5人/平方公里（2011年1月1日）。